# Académie royale des sciences navales de Suède
L’Académie royale des sciences navales de Suède (en suédois : Kungl. Örlogsmannasällskapet, fondée en 1771 par le roi Gustave III, est l'une des Académies royales de Suède. L'Académie est une organisation indépendante et un lieu d'échange sur des questions liées à la Marine et à la Défense. Le nombre de membres est limité à 120 et la limite d'âge de ses membres est fixée à 60 ans.